# 约瑟夫·罗塔留
约瑟夫·罗塔留（羅馬尼亞語：Iosif Rotariu，1962年9月27日—），罗马尼亚男子足球运动员，司职中场。他曾代表罗马尼亚国家队参加1990年国际足联世界杯，结果队伍止步十六强。